# Закінчення жіночого роду
Закінчення жіночого роду (англ. Feminine Endings) — оповідання Ніла Геймана 2008 року. Вперше опубліковане на сторінках збірки любовних листів «Слово з чотирьох літер: Оригінальні любовні листи» (англ. Four Letter Word: Original Love Letters), яку уклали Джошуа Нельман та Розалінд Портер. 2015 року оповідання ввійшло до збірки короткої прози «Обережно, тригери!».
Оповідання написане у формі любовного листа від живої статуї , яка протягом багатьох днів спостерігала за об'єктом свого зацікавлення у її ж помешканні. «Часто люди не помічають того, що не рухається. Очі і бачать його, і ні, бо ігнорують нерухоме». Коли дівчина зрештою дочитує листа, вона розуміє, що просто тоді за нею спостерігають і варто лиш обернутись, щоб помітити, що це не вигадка.
Події розповіді, як стверджує письменник, відбуваються в Кракові (жива статуя, яку він побачив у цьому місті й надихнула його на написання оповідання). Стать живої статуї відкрита до інтерпритації — Ніл Гейман відмовляється проливати світло щодо цього питання. За словами самого письменника: «Існує дивна магія написання любовних листів. Підозрюю, це правда навіть якщо йдеться про дивно-жахітливі вигадані листи». Невдовзі після написання оповідання, Гейман познайомився зі своєю майбутньою дружиною — Амандою Палмер, яка колись працювала живою статуєю. В день їхнього весілля, вона одягла сукню, в якій колись працювала.